# Aichi D3A

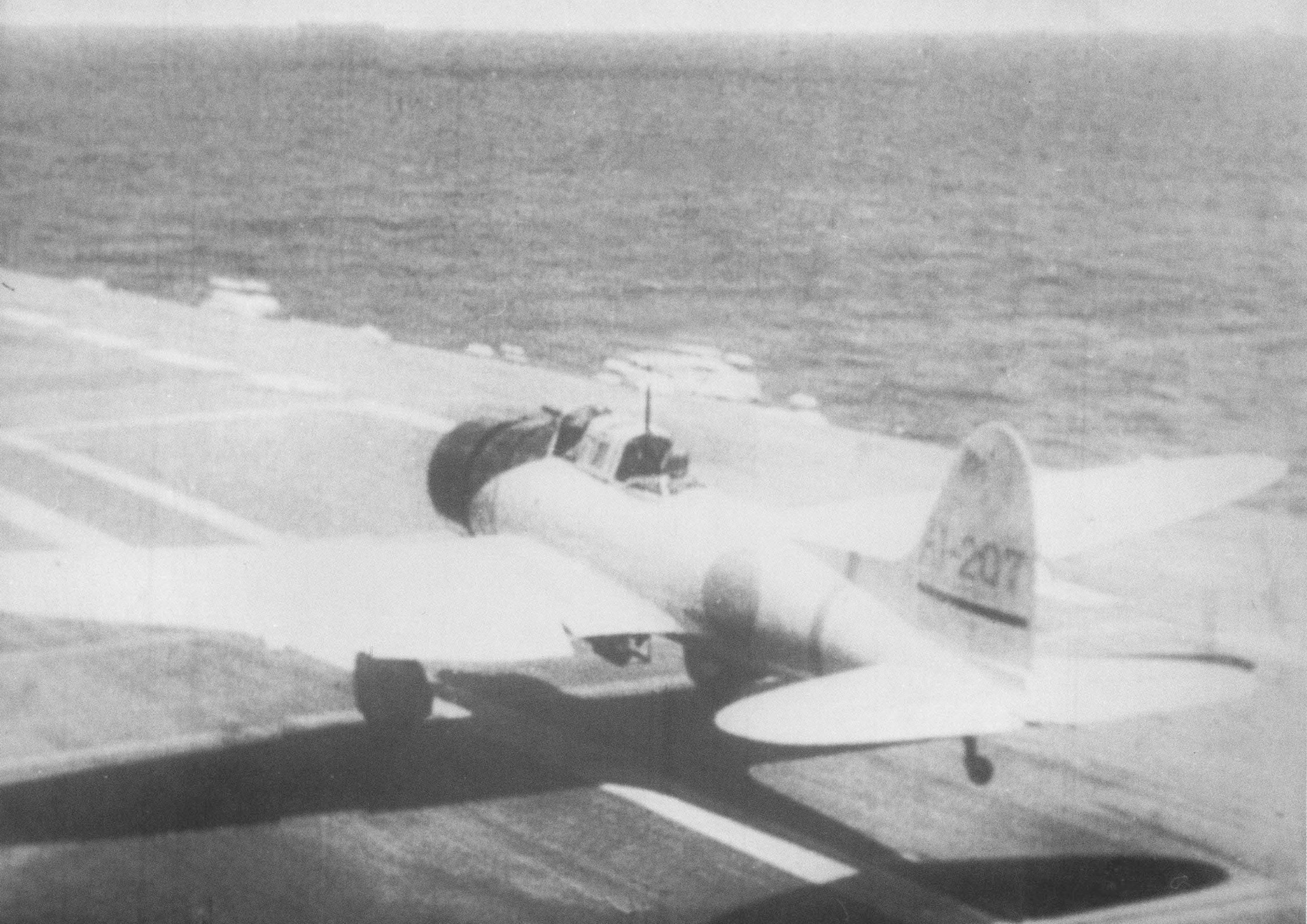
Aichi D3A1 in decollo dalla Akagi nel corso dell'incursione giapponese nell'Oceano Indiano

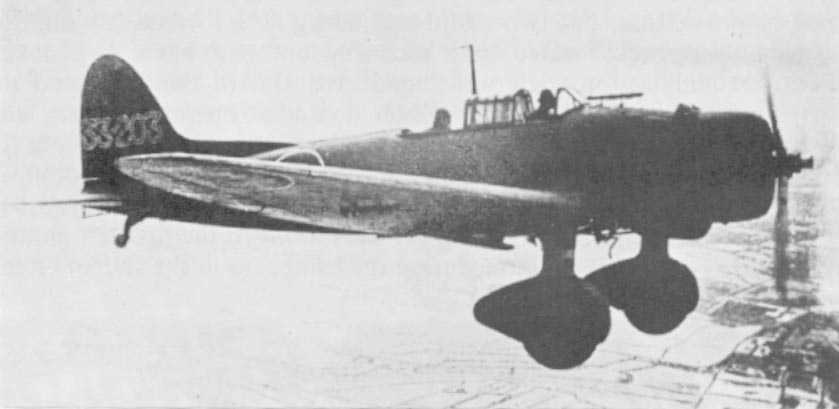
Aichi D3A1 in volo

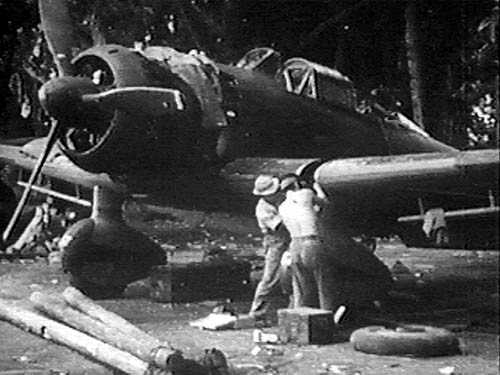
Aichi D3A2 durante la manutenzione

L'Aichi D3A (愛知99式艦上爆撃機?, Aichi-kyuu-kyuu-shiki-kanjou-bakugeki-ki, nome in codice alleato Val) fu un bombardiere in picchiata imbarcato, monomotore monoplano ad ala bassa, sviluppato dall'azienda aeronautica giapponese Aichi Tokei Denki KK negli anni trenta e impiegato durante la seconda guerra mondiale.
Adottato dalla Dai-Nippon Teikoku Kaigun Kōkū Hombu, la componente aerea della Marina imperiale giapponese, l'Aichi D3A fu il primo aereo nipponico a bombardare obiettivi americani nell'ultimo conflitto mondiale. Durante il primo anno di utilizzo, nella guerra del Pacifico, si affermò come uno dei migliori bombardieri in picchiata dei suoi tempi. E prima della fine della guerra aveva affondato più naviglio nemico di ogni altro tipo di aereo. Ne vennero prodotti quasi 1 500 esemplari in tre versioni principali. Nel 1944, ormai sorpassato, fu impiegato per l'addestramento ed in seguito assegnato a unità kamikaze. Ma la sua inferiorità nei confronti dei più moderni caccia statunitensi risultò in pesanti perdite e molti dei piloti suicidi furono abbattuti prima ancora di avvicinarsi alle navi.
Il D3A era in grado di gettarsi praticamente in verticale sugli obiettivi da colpire. Tra i suoi pochi punti deboli - emersi soprattutto alla fine del conflitto - la bassa velocità (dovuta anche al carrello fisso) e il carico di bombe non sempre sufficiente a infliggere danni decisivi a navi corazzate.

## Storia del progetto
A metà del 1936, la Marina imperiale giapponese emise le specifiche 11-Shi per la realizzazione di un bombardiere in picchiata monoplano a sostituire l'ormai sorpassato D1A con configurazione alare biplana, imbarcato nelle portaerei. Al bando di concorso parteciparono Aichi, Nakajima Hikōki KK e Mitsubishi, con la richiesta alle prime due di presentare due prototipi ciascuna.
Il progetto Aichi iniziò ispirandosi alla configurazione alare di forma ellittica utilizzata dall'Heinkel He 70 Blitz e che caratterizzerà la produzione dell'azienda tedesca negli anni successivi. La fusoliera era simile a quella degli A6M Zero ma irrobustita per sopportare le maggiori sollecitazioni strutturali dovute al ruolo assegnatogli. Benché la scelta di utilizzare un carrello d'atterraggio fisso, caratterizzato da robuste gambe di forza, avesse come conseguenza una non elevata velocità massima, questo non fu considerato un problema, apprezzando anzi la maggior semplicità tecnica costruttiva. Per la propulsione fu scelto il radiale 9 cilindri Nakajima Hikari 1 da 710 CV (520 kW).
Il primo prototipo fu completato nel dicembre 1937, ma le prove di volo del mese successivo diedero risultati deludenti. Il velivolo risultò sottopotenziato, gravato da una congenita instabilità direzionale nelle virate larghe mentre nelle strette tendeva ad entrare in frullino. Inoltre i freni aerodinamici entravano in risonanza causando una forte vibrazione quando il velivolo oltrepassava la velocità in picchiata di 370 km/h, mentre le specifiche imposte richiedevano che raggiungesse una velocità di 440 km/h (240 kn).
Il secondo velivolo fu ampiamente modificato per risolverne i problemi prima di effettuare le prove comparative. Alla carenza di potenza si ovviò con il Mitsubishi Kinsei da 840 CV (618 kW), e sostituendo la cappottatura con una più aerodinamica. Inoltre si ingrandì la deriva, per compensare le carenze di stabilità. L'ala fu leggermente allungata e le sezioni esterne del bordo d'attacco sottoposte a washout (riduzione della portanza man mano che ci si avvicina all'estremità alare) per combattere le rollate e diminuire lo stallo in prossimità dell'estremità dell'ala; i freni aerodinamici furono rinforzati. Gli interventi portarono alla risoluzione dei problemi, tranne quello dell'instabilità direzionale, e furono sufficienti per dichiarare il D3A1 vincitore nei confronti del Nakajima D3N1.
Tra il dicembre 1939 e l'agosto 1945 ne furono prodotti 1 495 esemplari.

### Impiego operativo
Nel dicembre 1939 la Marina imperiale ridenominò il modello bombardiere navale imbarcato Tipo 99 modello 11. I modelli di serie erano caratterizzati da ali leggermente più piccole e dal Kinsei 43 da 1 000 CV (735 kW) o il Kinsei 44 da 1 075 CV (791 kW). Il problema dell'instabilità direzionale fu finalmente risolto con una lunga pinna dorsale che diede al velivolo una grande manovrabilità.
Per l'armamento si adottarono due diversi tipi di mitragliatrici da 7,7 mm, due Type 97 installate anteriormente integrate da una Type 92 brandeggiabile installata nella parte posteriore dell'abitacolo a scopo difensivo. La normale dotazione prevedeva inoltre una bomba da 250 kg installata sotto la fusoliera ed agganciata ad un dispositivo trapezoidale per evitare che potesse finire nell'elica allo sgancio. Due ulteriori bombe da 60 kg potevano essere installate in piloni alari all'esterno dei freni aerodinamici.
Dopo l'attacco di Pearl Harbor, nei primi dieci mesi di guerra il D3A1 prese parte a tutte le principali operazioni delle portaerei della Marina imperiale, raggiungendo la notorietà durante il raid nell'Oceano indiano dell'aprile 1942, quando la precisione di tiro superò l'80% nell'attacco portato alle unità della Royal Navy, gli incrociatori pesanti HMS Cornwall ed HMS Dorsetshire oltre la portaerei HMS Hermes. Benché in qualche caso ingaggiati dai caccia britannici, grazie alla loro manovrabilità uscirono indenni dai loro attacchi.
Nel giugno 1942 fu sviluppata una versione migliorata del D3A, dotata del Kinsei 54 da 1 300 CV (956 kW), il "Modello 12". Dato che la maggior potenza disponibile incideva negativamente sull'autonomia, la struttura fu modificata con serbatoi supplementari portando la capacità totale a 900 L, garantendogli così la possibilità di operare nel teatro delle Isole Salomone. Ridenominato dalla Marina imperiale "Modello 22", cominciò a sostituire il "Modello 11" dall'autunno 1942 come velivolo di prima linea, relegandolo al ruolo di aereo da addestramento.
Quando furono disponibili gli Yokosuka D4Y Suisei, i D3A2 furono trasferiti alle unità operative a terra o a portaerei di dimensioni minori che non potevano dotarsi dei Suisei a causa della sua necessità di una maggiore lunghezza per l'appontaggio. Quando il contrattacco delle forze statunitensi riuscì, nel 1944, a riconquistare le Filippine, i D3A2 di stanza a terra presero parte alla difesa del territorio uscendo però irrimediabilmente sconfitti dai caccia nemici, con pesanti perdite. Da quel momento molti D3A1 e D3A2 furono convertiti al ruolo di addestratori, modificati con l'adozione dei doppi comandi e rinominati "Addestratore navale Tipo 99 modello 12" (D3A2-K). Durante le ultima fasi della guerra furono riutilizzati per missioni kamikaze.
Nel 1945 la guerriglia indonesiana occupò numerose basi aeree abbandonate dai giapponesi. Diversi D3A Val furono catturati dai guerriglieri, anche durante le operazioni alla Bugis Air Base di Malang (ritornata in territorio indonesiano il 18 settembre 1945). Molti di questi furono distrutti nel 1945-1949 durante le operazioni militari nel conflitto tra le ex Indie Orientali Olandesi ed i Paesi Bassi.

## Utilizzatori
Giappone
- Dai-Nippon Teikoku Kaigun Kōkū Hombu

 Indonesia
- Angkatan Udara Republik Indonesia (secondo dopoguerra)